# Dominantní menšina
Dominantní menšina je vládnoucí skupina, která drží moc v zemi, přestože demograficky zastupuje menšinu z celkové populace. Navzdory tomu, že zastupuje jen malou část z celkové populace, dominantní menšina udržuje v zemi politickou, kulturní, či ekonomickou dominanci.
Termín se nejčastěji vztahuje k etnické dominanci, tedy situaci, kdy dominantní etnikum drží nepoměrnou moc a bohatství v porovnání se zbytkem populace. Etnikum označuje skupinu jedinců odlišujících se od jiných skupin souhrnem kulturních, rasových, teritoriálních a jazykových faktorů, dále svou historií, pojetím sebe sama a vědomím společného původu.
Charakteristickým znakem dominance menšiny je co nejužší možné soustředění moci a bohatství, jelikož ty musí být přerozděleny mezi úzkou skupinu obyvatelstva. Tím dochází k maximalizaci zisku dominantní menšiny, která si drží většinu bohatství na úkor většinové populace.
Dominance menšiny je výjimečným případem, jelikož zpravidla bývá dominantní silou ve společnosti většina. Být příslušníkem menšinové skupiny s sebou často nese negativní důsledky, jelikož menšina bývá ve společnosti často stavěna do podřízené pozice. Příslušníci menšin mají často ztížený přístup k mnoha zdrojům, především k moci, tedy schopnosti kontrolovat průběh dění. Mnohdy tato podřízená pozice přechází až do podoby diskriminace, tedy znevýhodňování a ponižování určité skupiny na základě charakteristického znaku, např. rasy, etnika, pohlaví, či sociálního původu. Dominance menšiny je opačný případ, kdy je naopak diskriminovaná početní většina.

## Příklady v minulosti
Významným příkladem dominantní menšiny je nadvláda afrikánské populace v Jižní Africe v průběhu režimu apartheidu. Tato menšina držela drtivou většinu moci, třebaže představovala zhruba pouhou pětinu populace.
Dále lze tento jev spatřit na příkladu populace Tutsiů ve Rwandě, Sunnitů v Iráku či potomků Afroameričanů v Libérii.

## Současné příklady
Mezi současné příklady lze zařadit příklad Brazílie, kde je populace pardo, představující přibližně 45 % populace Brazílie, daleko více náchylná k upadnutí do chudoby, má vyšší procento nevzdělanosti a zároveň je vystavena vyššímu riziku vraždy, což souvisí i s častým pobytem zástupců této etnické skupiny v rizikových čtvrtích, takzvaných favelách, tedy brazilských slumech. Naproti tomu brazilská bělošská populace, která je oproti populaci pardo v menšině, má lepší přístup ke vzdělání, pracovním příležitostem, má rovněž lepší postavení na trhu práce a vyšší platy, až o 80 % vyšší než černošská populace.
Černochům a pardo se zároveň nedostává dostatečné reprezentace v Kongresu, kde téměř 72 % zástupců je bílých, pardo přibližně 21 %, zatímco černochů jen pouhých 5 %.